# Aldeia do Mato
Aldeia do Mato is een plaats (freguesia) in de Portugese gemeente Abrantes en telt 560 inwoners (2001).